# نادوگانگی (فیلم)
نادوگانگی (به مالایالم: Adhwaytham) و (به انگلیسی: Non-duality) فیلمی هندی محصول سال ۱۹۹۲ و به کارگردانی پریادارشان است. در این فیلم بازیگرانی همچون موهنلال، جایارام، چیترا، رواتهی، ام. جی سومان، سریویدیا، سوکوماری و آرانمولا پوناما ایفای نقش کرده‌اند.
عنوان فیلم به نادوگانگی اشاره دارد.